# Casabianca (Gedicht)
Casabianca ist ein Gedicht aus dem frühen 19. Jahrhundert, das von der britischen Dichterin Felicia Hemans geschrieben wurde und 1826 erschien. Bekannter als der Titel des Gedichts ist die erste Gedichtzeile:
The boy stood on the burning deck
Das Gedicht schildert den Tod des französischen Kapitäns Luc-Julien-Joseph Casabianca und seines 12-jährigen Sohns in der Seeschlacht bei Abukir, bei der die britische Flotte unter dem Kommando von Horatio Nelson der französischen eine verheerende Niederlage bereitete. Während Luc-Julien-Joseph Casabianca seinen Schussverletzungen erlag, erzählt Hemans Ballade, dass sein Sohn auf seinem Posten verblieb, um getreu den Anweisungen seines Vaters seinen Dienst zu tun. Er hatte Anweisungen, diesen nicht eher zu verlassen, bis ihm sein Vater etwas anderes befehlen würde.
Das Gedicht gehörte lange Zeit zum festen Schulcurriculum sowohl in den USA als auch in Großbritannien für einen Zeitraum, der ungefähr von 1850 bis 1950 reicht. Es beginnt mit den Strophen
The boy stood on the burning deck
Whence all but he had fled;
The flame that lit the battle’s wreck
Shone round him o’er the dead.
The flames rolled on—he would not go
Without his Father’s word;
That father, faint in death below,
His voice no longer heard.
Hemans lässt in ihrer Ballade den Jungen, über den historisch nur gesichert ist, dass er tatsächlich auf dem französischen Flaggschiff Orient Dienst tat und in der Seeschlacht ums Leben kam, mehrfach herzzerreißend nach seinem Vater rufen: Say, Father, say / If yet my task is done;; Speak, father! once again he cried / If I may yet be gone! und shouted but once more aloud / My father! must I stay? Der unter Deck sterbende Vater hört ihn jedoch nicht rufen. Hemans endet das Gedicht mit der Strophe, die die Explosion der L’Orient beschreibt:
With mast, and helm, and pennon fair,
That well had borne their part—
But the noblest thing which perished there
Was that young faithful heart.
Ein amerikanisches Schulbuch aus dem Jahre 1866 widmet sich ausführlich diesem Gedicht, fordert seine jungen Leser auf, beim lauten Lesen jeden der Konsonanten deutlich zu betonen und fordert auf, im Anschluss an das Lesen über folgende Fragen nachzudenken: Wovon handelt dieses Gedicht? Wer war Casabianca? Auf welcher Seite stand er in der Schlacht? Was passierte mit seinem Vater? Was stand in Flammen? … 
Die Ernsthaftigkeit, mit der das – heute von manchen als sentimental empfundene – Gedicht in Schullesebüchern behandelt wurde, reizte Generationen von Schulkindern zu wenig respektvollen Parodien. 
The boy stood on the burning deck,
The flames ’round him did roar;
He found a bar of Ivory Soap
And washed himself ashore.
ist eine der Parodien, die von Martin Gardner überliefert wurde. 
Ernsthafter als diese Parodien ist eine Variante dieser Ballade, die von Elizabeth Bishop stammt. Sie überarbeitete Hemans ursprüngliches Gedicht in eine Allegorie über die Liebe.